# Knud Kristensen
Knud Kristensen (Ringkøbing, 26 oktober 1880 - Hillerød, 28 september 1962) was een Deens politicus en eerste minister voor de liberale Venstre-partij.
Hij werd in 1945 de eerste naoorlogse eerste minister en stond aan het hoofd van een minderheidsregering. Na het verlies van Sleeswijk-Holstein, verliet hij in 1953 zijn partij en stichtte een nieuwe partij, de "Onafhankelijken", die echter nooit invloed zou verwerven.